# Jan Laštůvka
Jan Laštůvka (Havířov, Csehszlovákia, 1982. július 7. –) cseh labdarúgó, 2009–2016 között az FK Dnyiproóban játszott kapusként. Jelenleg a cseh MFK Karviná játékosa. A cseh válogatott tagjaként ott volt a 2012-es Európa-bajnokságon.

## Pályafutása

### Kezdeti évek
Laštůvka az MFK Karvinában kezdte profi pályafutását 1999-ben. 2000 nyarán a Baník Ostravához került, ahol 2003-ban elnyerte a legnagyobb cseh felfedezettnek és a legjobb Csehországban játszó labdarúgónak járó díjakat. A 2003/04-es szezonban bajnok lett a csapattal.

### Sahtar Doneck
2004-ben Ukrajna egyik legerősebb csapatához, a Sahtar Doneckhez szerződött, ahol többek között a Bajnokok Ligájában és az UEFA-kupában is bemutatkozhatott, de nem tudott állandó helyet szerezni magának a csapatban, így többször kölcsönadták.
2006. augusztus 31-én a Fulhamhez került, december 2-án, a Blackburn Rovers ellen debütált. 2007. január 1-jén, a Watford ellen csereként állt be a sérült Antti Niemi helyére. A szurkolók hangos tapssal és éljenzéssel jutalmazták minden sikeres labdába érését, mivel attól tartottak, a bemelegítés nélkül beálló kapus hibái miatt csapatuk kikap majd. A mérkőzés 0-0-val zárult. Kölcsönszerződést lejárta után a Fulham nem volt hajlandó kifizetni érte a Sahtar által kért vételárat, így visszatért Ukrajnába.
Az ukrán élvonal szabályai szerint minden csapatnak minden mérkőzésen legalább négy ukrán játékost pályára kell küldenie, így Laštůvka kiszorult a kezdőből. A 2007/08-as idény végéig ismét kölcsönadták, ezúttal a VfL Bochumnak. Első számú kapusként kezdte a szezont, de elkövetett néhány hibát, ami miatt egy időre René Renno átvette a helyét. A téli szünet előtt Rennónak is voltak bizonytalan megmozdulásai, ezért a Bochum edzője, Marcel Koller úgy döntött, a tavaszi szezonban minden kapusa tiszta lappal indul. Laštůvka remek teljesítményt nyújtott a Werder Bremen ellen, a forduló álomcsapatába is beválasztották, ezzel visszaszerezte helyét a kezdőben. A Bochum szerette volna véglegesíteni a szerződését, de sokallták a 4 millió eurós vételárát, ezért inkább a portugál Daniel Fernandes megvétele mellett döntöttek.
2008. augusztus 3-án Laštůvka kölcsönben a West Ham Unitedhez került. Egyetlen mérkőzésen, a Watford ellen Ligakupa-találkozón lépett pályára, mielőtt 2009. május 26-án visszatért volna a Sahtarhoz.

### Dnyipro
2009. augusztus 4-én három évre szóló szerződést kötött a Dnyipro Dnyipropetrovszkkal. Új csapata 3 millió eurót fizetett érte.

### A válogatottban
Laštůvka 2011. szeptember 3-án, egy Skócia elleni Eb-selejtezőn mutatkozott be a cseh válogatottban. Bekerült a csehek 2012-es Eb-n részt vevő keretébe, de a tornán nem játszott.

## Fordítás
- Ez a szócikk részben vagy egészben  a   Jan Laštůvka című angol Wikipédia-szócikk fordításán alapul.  Az eredeti cikk szerkesztőit annak laptörténete sorolja fel. Ez a jelzés csupán a megfogalmazás eredetét és a szerzői jogokat jelzi, nem szolgál a cikkben szereplő információk forrásmegjelöléseként.

## Külső hivatkozások
- Jan Laštůvka pályafutásának statisztikái a Soccerbase oldalon (angolul)

- Jan Laštůvka válogatottbeli statisztikái